# Jeziorko (powiat zduńskowolski)
Jeziorko – wieś w Polsce położona w województwie łódzkim, w powiecie zduńskowolskim, w gminie Zapolice.
W latach 1975–1998 miejscowość należała administracyjnie do województwa sieradzkiego.